# Гьенгор, Деннис
Деннис Гьенгор (норв. Dennis Gjengaar; родился 24 февраля 2004, Хортен) — норвежский футболист, игрок клуба «Нью-Йорк Ред Буллз». Выступает на позициях правого вингера и правого крайнего защитника.

## Клубная карьера
Уроженец Хортена, Гьенгор выступал за юношеские команды клубов «Фальк» и «Эрн» (Хортен). В 2020 году стал игроком клуба «Одд». В основном составе «Одда» дебютировал 6 августа 2022 года в матче против клуба «Будё-Глимт». 10 сентября 2022 года сделал «дубль» в матче против «Саннефьорда».
16 февраля 2024 года Гьенгор перешёл в клуб MLS «Нью-Йорк Ред Буллз» за нераскрытую сумму, подписав четырёхлетний контракт до конца сезона 2027 с опцией продления на сезон 2028. В американской лиге дебютировал 16 марта в матче против «Коламбус Крю», выйдя на замену на 57-й минуте.

## Карьера в сборной
Выступал за сборные Норвегии до 15, до 17 и до 18 лет.